# Carmiña, flor de Galicia
Carmiña, flor de Galicia é um filme mudo espanhol do género comédia, realizado por Rino Lupo e escrito por Antonio Rey Soto no ano de 1926. Estreou-se em Madrid a 28 de outubro de 1926 e no Teatro Rosalía de Castro em Vigo a 17 de fevereiro de 1927. A música, baseada nos ventos galegos, foi arranjada para a ocasião pelo compositor Santos Rodríguez Gómez e interpretada sob sua direção, pelo coro Queixume dos Pinos.
Os exteriores foram filmados em Vigo, Mondariz e noutras localidades de Pontevedra, e na Santa Maria da Feira em Portugal. Os interiores foram filmados no estúdio Invicta Film do Porto. A publicidade do filme na Galiza foi feita em língua galega.

## Argumento
O filme é um melodrama do ambiente galego contemporâneo, protagonizado por Carmiña que se vê abandonada, após ir a cidade, acompanhando seu pretendente, um conde. Desesperada, a protagonista decide suicidar-se, mas o seu antigo namorado a salva da morte, e o conde finalmente arrependido volta com ela. Numa história paralela contada numa lenda medieval por meio de uma analepse, um rapaz assassina o seu senhor para impedir que este cumpra o direito da primeira noite com a sua rapariga.

## Elenco
- Maruja del Mazo
- Irene Salazar
- Aida de Lupo
- Eduardo Prados
- Juan Muñoz del Río